# Серёгин, Сергей Матвеевич
Сергей Матвеевич Серёгин — советский хозяйственный, государственный и политический деятель, генерал-майор.

## Биография
Родился в 1914 году в Москве. Член КПСС.
С 1938 года — на хозяйственной, общественной и политической работе. В 1938—1975 гг. — ответработник НКВД – МГБ Узбекской ССР, ответработник Инспекции при Министре госбезопасности СССР, начальник УКГБ по Калининской области, советник, старший офицер связи при УМГБ по Большому Берлину группы координации и связи аппарата Уполномоченного КГБ по координации и связи с МГБ ГДР, начальник УКГБ по Красноярскому краю, заместитель начальника 5-го Управления КГБ при СМ СССР, начальник 10-го отдела КГБ при СМ СССР.
Делегат XXIII съезда КПСС.
Умер в Москве в 1975 году.